# First Transit
First Transit was een Amerikaans vervoersbedrijf uit Cincinnati, eigendom van FirstGroup. Het bedrijf werd in 1955 opgericht en beschikte over ruim 300 depots in 41 Amerikaanse staten, Puerto Rico, Panama, India en Canada, en vervoerde jaarlijks meer dan 350 miljoen passagiers. In 2023 werd First Transit overgenomen door Transdev, dat vervolgens alle activiteiten onder eigen naam ging uitvoeren.

## Geschiedenis

Bussen van First Transit in Houston (2018)

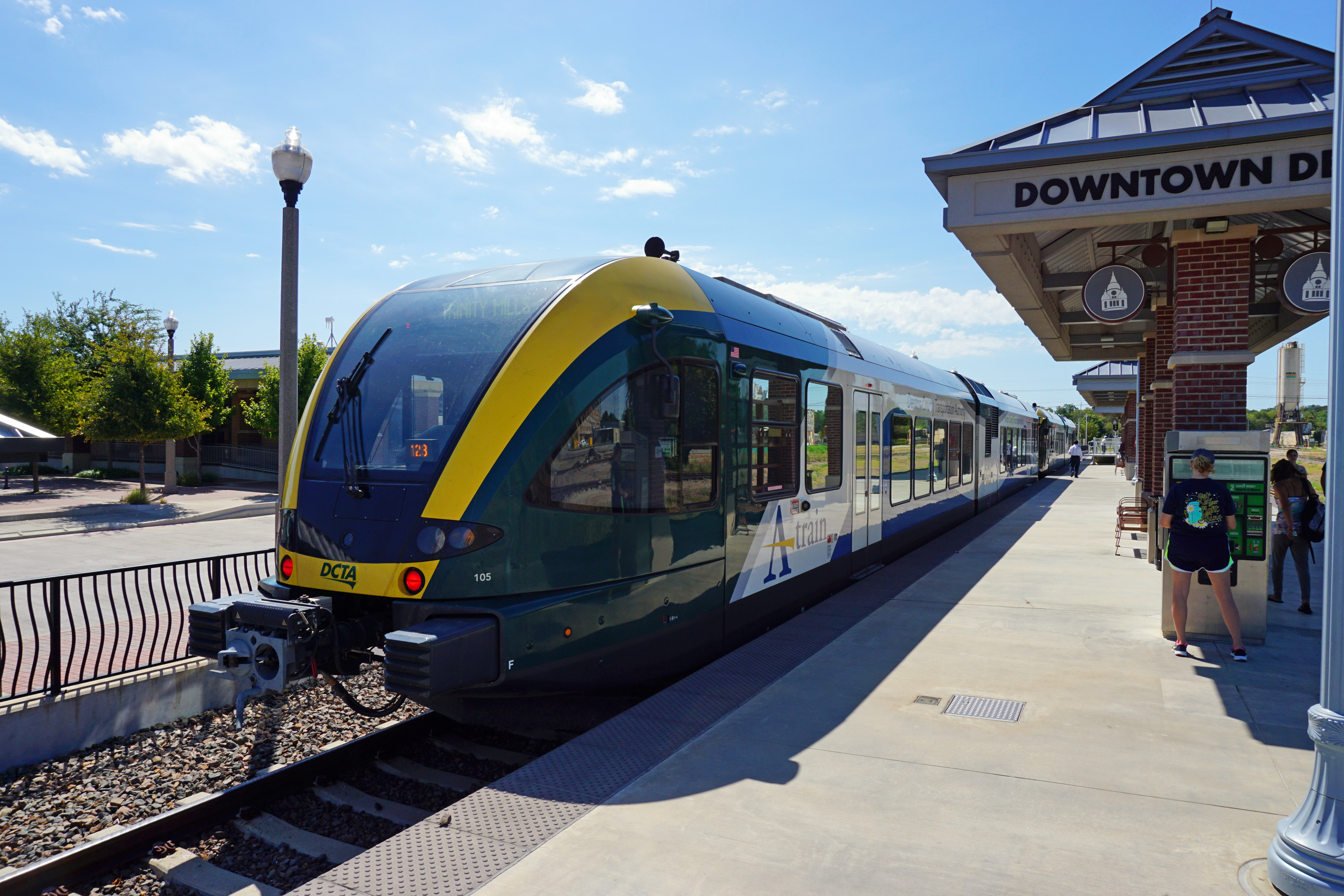
A-train in Denton (2015)

First Transit werd in 1955 opgericht als American Transportation Enterprises. In 1986 werd het bedrijf overgenomen door Ryder. De naamswijziging in First Transit volgde in 1999, nadat Ryder op zijn beurt werd overgenomen door FirstGroup. In 2007 nam First Transit Cognisa over, een vervoersbedrijf dat pendeldiensten verzorgde. Ook werd datzelfde jaar langeafstandsvervoerder Laidlaw overgenomen.
In april 2016 sloot First Transit een vijfjarig contract met Hinjewadi Techzone IT Park in India. In oktober van dat jaar kwam First Transit als winnaar uit de bus bij de aanbesteding van A-train in Texas. Het was de eerste keer dat het bedrijf zich inschreef op een spooraanbesteding. Het contract zou negen jaar lopen. In 2017 sloot First Transit een contract met GoMentum Station. GoMentum beschikt over de grootste testfaciliteit voor zelfrijdende voertuigen van de Verenigde Staten. Deze bussen werden onder andere ingezet in Minneapolis.
In april 2021 besloot moederbedrijf FirstGroup om First Transit te verkopen aan de Zweedse investeringsmaatschappij EQT. Later dat jaar werd de overname afgerond. In oktober 2022 werd het bedrijf nogmaals overgenomen, ditmaal door het Franse Transdev.  In april 2023 was de overname rond en werd de merknaam First Transit uitgefaseerd.
First Transit was actief in 41 staten, Puerto Rico, Panama, India en Canada. Aanbestedingen die het bedrijf had waren onder andere A-train in Texas, lijn-, buurtbussen en bovenregionaal sociaal-recreatief vervoer in Houston en Dutchess County Public Transit in New York, en zelfrijdende bussen in Minneapolis.